# Irina Gajdamaczuk
Irina Wiktorowna Gajdamaczuk, ros. Ирина Викторовна Гайдамачук (ur. 1972 w Niaganiu) – rosyjska seryjna morderczyni, odpowiedzialna za 17 morderstw.

## Zbrodnie i proces
W latach 2002–2010 zamordowała 17 starszych kobiet. Motywem zbrodni było zdobycie pieniędzy na alkohol. Wchodziła do domów ofiar, podając się za pracownicę opieki społecznej, po czym zabijała je uderzając młotkiem lub siekierą. W lutym 2012 roku rozpoczął się jej proces. W dniu 12 czerwca 2012 roku sąd uznał ją za winną popełnienia 17 morderstw i skazał ją na karę 20 lat więzienia.